# Élections départementales de 2015 dans le Puy-de-Dôme
Les élections départementales ont lieu les 22 et 29 mars 2015.

## Contexte départemental

### Assemblée départementale sortante
Avant les élections, le conseil général du Puy-de-Dôme est présidé par Jean-Yves Gouttebel (PRG). Il comprend 61 conseillers généraux issus des 61 cantons du Puy-de-Dôme. Après le redécoupage cantonal de 2014, ce sont 62 conseillers départementaux qui seront élus au sein des 31 nouveaux cantons du Puy-de-Dôme.
| Parti                                | Sigle | Sigle | Élus |
| ------------------------------------ | ----- | ----- | ---- |
| Majorité (51 sièges)                 |       |       |      |
| Parti socialiste                     |       | PS    | 22   |
| Divers gauche                        |       | DVG   | 15   |
| Parti communiste français            |       | PCF   | 5    |
| Parti de gauche                      |       | PG    | 5    |
| Parti radical de gauche              |       | PRG   | 4    |
| Opposition (10 sièges)               |       |       |      |
| Union pour un mouvement populaire    |       | UMP   | 6    |
| Divers droite                        |       | DVD   | 3    |
| Union des démocrates et indépendants |       | UDI   | 1    |
| Président du conseil général         |       |       |      |
| Jean-Yves Gouttebel (PRG)            |       |       |      |

### Assemblée départementale élue
| Parti                                | Sigle | Sigle | Élus |
| ------------------------------------ | ----- | ----- | ---- |
| Majorité (42 sièges)                 |       |       |      |
| Parti socialiste                     |       | PS    | 25   |
| Divers gauche                        |       | DVG   | 10   |
| Front de gauche                      |       | FG    | 5    |
| Parti radical de gauche              |       | PRG   | 2    |
| Opposition (20 sièges)               |       |       |      |
| Union pour un mouvement populaire    |       | UMP   | 9    |
| Divers droite                        |       | DVD   | 8    |
| Union des démocrates et indépendants |       | UDI   | 2    |
| MoDem                                |       | MoDem | 1    |
| Président du conseil départemental   |       |       |      |
| Jean-Yves Gouttebel (PRG)            |       |       |      |

## Résultats à l'échelle du département

### Résultats par nuances du ministère de l'Intérieur
Les nuances utilisées par le ministère de l'Intérieur ne tiennent pas compte des alliances locales.
| Binômes        | Binômes            | Premier tour | Premier tour | Second tour | Second tour | Sièges |
| Binômes        | Binômes            | Voix         | %            | Voix        | %           | Sièges |
| -------------- | ------------------ | ------------ | ------------ | ----------- | ----------- | ------ |
|                | Union de la gauche | 66 350       | 29,40        | 76 646      | 40,59       | 36     |
|                | FG                 | 18 782       | 8,32         | 11 694      | 6,19        | 4      |
|                | DVG                | 12 710       | 5,63         | 6 629       | 3,51        | 0      |
|                | PS                 | 5 247        | 2,32         | 6 510       | 3,45        | 2      |
|                | EÉLV               | 4 191        | 1,86         |             |             |        |
| Gauche         | Gauche             | 107 280      | 47,53        | 101 479     | 53,74       | 42     |
|                |                    |              |              |             |             |        |
|                | Union de la droite | 69 064       | 30,60        | 72 504      | 38,39       | 20     |
|                | DVD                | 4 617        | 2,05         | 5 798       | 3,07        | 0      |
| Droite         | Droite             | 73 681       | 32,65        | 78 302      | 41,46       | 20     |
|                |                    |              |              |             |             |        |
|                | FN                 | 41 749       | 18,50        | 9 070       | 4,80        | 0      |
|                | EXD                | 514          | 0,23         |             |             |        |
| Extrême droite | Extrême droite     | 42 263       | 18,73        | 9 070       | 4,80        | 0      |
|                |                    |              |              |             |             |        |
|                | Divers             | 2 462        | 1,09         |             |             |        |
|                |                    |              |              |             |             |        |
| Inscrits       | Inscrits           | 451 810      | 100,00       | 410 360     | 100,00      |        |
| Abstentions    | Abstentions        | 213 260      | 47,20        | 200 426     | 48,84       |        |
| Votants        | Votants            | 238 550      | 52,80        | 209 934     | 51,16       |        |
| Blancs         | Blancs             | 8 479        | 3,55         | 13 718      | 6,53        |        |
| Nuls           | Nuls               | 4 385        | 1,84         | 7 365       | 3,51        |        |
| Exprimés       | Exprimés           | 225 686      | 94,61        | 188 851     | 89,96       |        |

### Résultats par canton
| Canton                      | Conseiller sortant           | Parti                | Parti       | Conseiller élu            | Parti           | Parti           |
| --------------------------- | ---------------------------- | -------------------- | ----------- | ------------------------- | --------------- | --------------- |
| Aigueperse                  | Luc Chaput                   |                      | UMP         | Claude Boilon             |                 | PS              |
| Aigueperse                  | Luc Chaput                   | Catherine Cuzin      | UMP         |                           | PS              |                 |
| Ambert                      | Jacquie Douarre              |                      | PCF         | Valérie Prunier           |                 | UMP             |
| Ambert                      | Jacquie Douarre              | Marie-Hélène Millet  | PCF         |                           | MoDem           |                 |
| Ardes                       | Bernard Veissière*           |                      | PS          | Canton supprimé           | Canton supprimé | Canton supprimé |
| Arlanc                      | Jean-Claude Daurat           |                      | PS          | Canton supprimé           | Canton supprimé | Canton supprimé |
| Aubière                     | Laurence Mioche-Jacquesson   |                      | PS          | Pierre Riol               |                 | DVD             |
| Aubière                     | Laurence Mioche-Jacquesson   | Eléonore Szczepaniak | PS          |                           | DVD             |                 |
| Beaumont                    | Alain Brochet                |                      | PS          | Jean-Paul Cuzin           |                 | UMP             |
| Beaumont                    | Alain Brochet                | Anne-Marie Picard    | PS          |                           | UMP             |                 |
| Besse-et-Saint-Anastaise    | Lionel Gay                   |                      | DVG         | Canton supprimé           | Canton supprimé | Canton supprimé |
| Billom                      | Jocelyne Glace               |                      | FG          | Jocelyne Glace Le Gars    |                 | FG              |
| Billom                      | Jocelyne Glace               | Jacky Grand          | FG          |                           | FG              |                 |
| Bourg-Lastic                | Gilles Battut*               |                      | PS          | Canton supprimé           | Canton supprimé | Canton supprimé |
| Brassac-les-Mines           | Canton créé                  | Canton créé          | Canton créé | Nicole Esbelin            |                 | PS              |
| Brassac-les-Mines           | Canton créé                  | Canton créé          | Canton créé | Bernard Sauvade           |                 | DVG             |
| Cébazat                     | Canton créé                  | Canton créé          | Canton créé | Colette Béthune           |                 | DVD             |
| Cébazat                     | Canton créé                  | Canton créé          | Canton créé | Flavien Neuvy             |                 | UDI             |
| Chamalières                 | Michelle Clément             |                      | UDI         | Marie-Anne Basset Marchis |                 | UDI             |
| Chamalières                 | Michelle Clément             | Jean Ponsonnaille    | UDI         |                           | UMP             |                 |
| Champeix                    | Luc Tixier*                  |                      | PS          | Canton supprimé           | Canton supprimé | Canton supprimé |
| Châtel-Guyon                | Canton créé                  | Canton créé          | Canton créé | Lionel Chauvin            |                 | UMP             |
| Châtel-Guyon                | Canton créé                  | Canton créé          | Canton créé | Anne-Marie Maltrait       |                 | DVD             |
| Châteldon                   | Caroline Dalet               |                      | PG          | Canton supprimé           | Canton supprimé | Canton supprimé |
| Clermont-Ferrand-Centre     | Patricia Guilhot             |                      | PG          | Canton supprimé           | Canton supprimé | Canton supprimé |
| Clermont-Ferrand-Est        | Mireille Lacombe             |                      | PRG         | Canton supprimé           | Canton supprimé | Canton supprimé |
| Clermont-Ferrand-Nord       | Alexandre Pourchon           |                      | PS          | Canton supprimé           | Canton supprimé | Canton supprimé |
| Clermont-Ferrand-Nord-Ouest | Michèle André*               |                      | PS          | Canton supprimé           | Canton supprimé | Canton supprimé |
| Clermont-Ferrand-Ouest      | Jean-Yves Gouttebel          |                      | PRG         | Canton supprimé           | Canton supprimé | Canton supprimé |
| Clermont-Ferrand-Sud        | Serge Lesbre*                |                      | DVG         | Canton supprimé           | Canton supprimé | Canton supprimé |
| Clermont-Ferrand-Sud-Est    | Sylvie Maisonnet             |                      | PS          | Canton supprimé           | Canton supprimé | Canton supprimé |
| Clermont-Ferrand-Sud-Ouest  | Dominique Briat              |                      | PS          | Canton supprimé           | Canton supprimé | Canton supprimé |
| Clermont-Ferrand-1          | Canton créé                  | Canton créé          | Canton créé | Valérie Bernard           |                 | PS              |
| Clermont-Ferrand-1          | Canton créé                  | Canton créé          | Canton créé | Alexandre Pourchon        |                 | PS              |
| Clermont-Ferrand-2          | Canton créé                  | Canton créé          | Canton créé | Gérald Courtadon          |                 | PS              |
| Clermont-Ferrand-2          | Canton créé                  | Canton créé          | Canton créé | Manuela Ferreira de Sousa |                 | PS              |
| Clermont-Ferrand-3          | Canton créé                  | Canton créé          | Canton créé | Pierre Danel              |                 | PS              |
| Clermont-Ferrand-3          | Canton créé                  | Canton créé          | Canton créé | Sylvie Maisonnet          |                 | PS              |
| Clermont-Ferrand-4          | Canton créé                  | Canton créé          | Canton créé | Damien Baldy              |                 | PS              |
| Clermont-Ferrand-4          | Canton créé                  | Canton créé          | Canton créé | Dominique Briat           |                 | PS              |
| Clermont-Ferrand-5          | Canton créé                  | Canton créé          | Canton créé | Jean-Yves Gouttebel       |                 | PRG             |
| Clermont-Ferrand-5          | Canton créé                  | Canton créé          | Canton créé | Elise Serin               |                 | PS              |
| Clermont-Ferrand-6          | Canton créé                  | Canton créé          | Canton créé | Nadine Déat               |                 | PS              |
| Clermont-Ferrand-6          | Canton créé                  | Canton créé          | Canton créé | Patrick Raynaud           |                 | PS              |
| Combronde                   | Bernard Favodon*             |                      | FG          | Canton supprimé           | Canton supprimé | Canton supprimé |
| Cournon-d'Auvergne          | Bertrand Pasciuto            |                      | DVG         | Bertrand Pasciuto         |                 | PS              |
| Cournon-d'Auvergne          | Bertrand Pasciuto            | Monique Pouille      | DVG         |                           | PS              |                 |
| Courpière                   | André Wils*                  |                      | PCF         | Canton supprimé           | Canton supprimé | Canton supprimé |
| Cunlhat                     | Marie-Claude Milon*          |                      | PCF         | Canton supprimé           | Canton supprimé | Canton supprimé |
| Ennezat                     | Claude Boilon                |                      | DVG         | Canton supprimé           | Canton supprimé | Canton supprimé |
| Gerzat                      | Bernard Auby*                |                      | PS          | Serge Pichot              |                 | DVG             |
| Gerzat                      | Bernard Auby*                | Emilie Vallée        | PS          |                           | PS              |                 |
| Herment                     | Jean-Claude Fournier*        |                      | PRG         | Canton supprimé           | Canton supprimé | Canton supprimé |
| Issoire                     | Florence Verdier-Martin      |                      | DVG         | Bertrand Barraud          |                 | UMP             |
| Issoire                     | Florence Verdier-Martin      | Jocelyne Bouquet     | DVG         |                           | DVD             |                 |
| Jumeaux                     | Yves-Serge Croze             |                      | DVD         | Canton supprimé           | Canton supprimé | Canton supprimé |
| Lezoux                      | Florent Moneyron             |                      | PS          | Florent Moneyron          |                 | PS              |
| Lezoux                      | Florent Moneyron             | Monique Rougier      | PS          |                           | PS              |                 |
| Manzat                      | Alain Escure*                |                      | DVG         | Canton supprimé           | Canton supprimé | Canton supprimé |
| Maringues                   | Daniel Peynon                |                      | UMP         | Caroline Dalet            |                 | FG              |
| Maringues                   | Daniel Peynon                | Éric Gold            | UMP         |                           | PRG             |                 |
| Les Martres-de-Veyre        | Canton créé                  | Canton créé          | Canton créé | Pascal Pigot              |                 | DVG             |
| Les Martres-de-Veyre        | Canton créé                  | Canton créé          | Canton créé | Bernadette Troquet        |                 | DVG             |
| Menat                       | Bernard Lescure*             |                      | PCF         | Canton supprimé           | Canton supprimé | Canton supprimé |
| Montaigut                   | Pierrette Daffix-Ray         |                      | DVG         | Canton supprimé           | Canton supprimé | Canton supprimé |
| Montferrand                 | Nadine Déat                  |                      | PS          | Canton supprimé           | Canton supprimé | Canton supprimé |
| Les Monts du Livradois      | Canton créé                  | Canton créé          | Canton créé | Jean-Luc Coupat           |                 | DVG             |
| Les Monts du Livradois      | Canton créé                  | Canton créé          | Canton créé | Dominique Giron           |                 | DVG             |
| Olliergues                  | Yves Fournet-Fayard          |                      | PS          | Canton supprimé           | Canton supprimé | Canton supprimé |
| Orcines                     | Canton créé                  | Canton créé          | Canton créé | Martine Bony              |                 | DVD             |
| Orcines                     | Canton créé                  | Canton créé          | Canton créé | Jean-Marc Boyer           |                 | UMP             |
| Pionsat                     | Laurent Dumas                |                      | PS          | Canton supprimé           | Canton supprimé | Canton supprimé |
| Pont-du-Château             | Gérard Betenfeld             |                      | PS          | Gérard Betenfeld          |                 | PS              |
| Pont-du-Château             | Gérard Betenfeld             | Nathalie Cardona     | PS          |                           | DVG             |                 |
| Pontaumur                   | Maurice Battut*              |                      | DVG         | Canton supprimé           | Canton supprimé | Canton supprimé |
| Pontgibaud                  | Lionel Muller                |                      | UMP         | Canton supprimé           | Canton supprimé | Canton supprimé |
| Randan                      | Éric Gold                    |                      | PRG         | Canton supprimé           | Canton supprimé | Canton supprimé |
| Riom                        | Canton créé                  | Canton créé          | Canton créé | Stéphanie Flori-Dutour    |                 | DVD             |
| Riom                        | Canton créé                  | Canton créé          | Canton créé | Jean-Philippe Perret      |                 | UMP             |
| Riom-Est                    | Jean-Claude Zicola*          |                      | PS          | Canton supprimé           | Canton supprimé | Canton supprimé |
| Riom-Ouest                  | Dominique Bosse              |                      | PS          | Canton supprimé           | Canton supprimé | Canton supprimé |
| Rochefort-Montagne          | Jean-Marc Boyer              |                      | UMP         | Canton supprimé           | Canton supprimé | Canton supprimé |
| Royat                       | Jean Ponsonnaille            |                      | UMP         | Canton supprimé           | Canton supprimé | Canton supprimé |
| Saint-Amant-Roche-Savine    | Jean-Luc Coupat              |                      | PS          | Canton supprimé           | Canton supprimé | Canton supprimé |
| Saint-Amant-Tallende        | Claude Graulière             |                      | DVD         | Canton supprimé           | Canton supprimé | Canton supprimé |
| Saint-Anthème               | Alain Faure*                 |                      | DVG         | Canton supprimé           | Canton supprimé | Canton supprimé |
| Saint-Dier-d'Auvergne       | Christelle Groisne*          |                      | DVG         | Canton supprimé           | Canton supprimé | Canton supprimé |
| Saint-Éloy-les-Mines        | Canton créé                  | Canton créé          | Canton créé | Pierrette Daffix-Ray      |                 | PS              |
| Saint-Éloy-les-Mines        | Canton créé                  | Canton créé          | Canton créé | Laurent Dumas             |                 | DVG             |
| Saint-Georges-de-Mons       | Canton créé                  | Canton créé          | Canton créé | Grégory Bonnet            |                 | FG              |
| Saint-Georges-de-Mons       | Canton créé                  | Canton créé          | Canton créé | Clémentine Raineau        |                 | FG              |
| Saint-Germain-Lembron       | Maurice Mestre*              |                      | DVG         | Canton supprimé           | Canton supprimé | Canton supprimé |
| Saint-Germain-l'Herm        | Dominique Giron              |                      | DVG         | Canton supprimé           | Canton supprimé | Canton supprimé |
| Saint-Gervais-d'Auvergne    | Michel Girard*               |                      | PCF         | Canton supprimé           | Canton supprimé | Canton supprimé |
| Saint-Ours                  | Canton créé                  | Canton créé          | Canton créé | Audrey Manuby             |                 | DVD             |
| Saint-Ours                  | Canton créé                  | Canton créé          | Canton créé | Lionel Muller             |                 | UMP             |
| Saint-Rémy-sur-Durolle      | Olivier Chambon              |                      | PS          | Canton supprimé           | Canton supprimé | Canton supprimé |
| Le Sancy                    | Canton créé                  | Canton créé          | Canton créé | Élisabeth Crozet          |                 | PS              |
| Le Sancy                    | Canton créé                  | Canton créé          | Canton créé | Lionel Gay                |                 | DVG             |
| Sauxillanges                | Bernard Sauvade              |                      | DVG         | Canton supprimé           | Canton supprimé | Canton supprimé |
| Tauves                      | Christophe Serre             |                      | UMP         | Canton supprimé           | Canton supprimé | Canton supprimé |
| Thiers                      | Annie Chevaldonné            |                      | PG          | Olivier Chambon           |                 | PS              |
| Thiers                      | Annie Chevaldonné            | Annie Chevaldonné    | PG          |                           | DVG             |                 |
| La Tour-d'Auvergne          | François Marion*             |                      | DVD         | Canton supprimé           | Canton supprimé | Canton supprimé |
| Vertaizon                   | Martine Malterre-Puyfoulhoux |                      | PS          | Canton supprimé           | Canton supprimé | Canton supprimé |
| Veyre-Monton                | Bernadette Troquet           |                      | DVG         | Canton supprimé           | Canton supprimé | Canton supprimé |
| Vic-le-Comte                | Roland Blanchet*             |                      | PS          | Antoine Desforges         |                 | PS              |
| Vic-le-Comte                | Roland Blanchet*             | Jeanne Espinasse     | PS          |                           | PS              |                 |
| Viverols                    | Michel Bravard*              |                      | DVG         | Canton supprimé           | Canton supprimé | Canton supprimé |

* Conseillers généraux sortants ne se représentant pas 

## Résultats par canton

### Canton d'Aigueperse
| Candidats            | Candidats          | Partis      | Partis      | Premier tour | Premier tour | Second tour | Second tour |
| Candidats            | Candidats          | Partis      | Partis      | Voix         | %            | Voix        | %           |
| -------------------- | ------------------ | ----------- | ----------- | ------------ | ------------ | ----------- | ----------- |
| 1                    | Simone Descaillot  |             | FN          | 1 664        | 20,11        |             |             |
| 1                    | Emmanuel Goubier   |             | FN          | 1 664        | 20,11        |             |             |
| 2                    | Claude Boilon*     |             | DVG         | 3 136        | 37,89        | 4 349       | 52,72       |
| 2                    | Catherine Cuzin    |             | DVG         | 3 136        | 37,89        | 4 349       | 52,72       |
| 3                    | Christine Duval    |             | FG          | 658          | 7,95         |             |             |
| 3                    | Pascal Mouchonnier |             | FG          | 658          | 7,95         |             |             |
| 4                    | Luc Chaput*        |             | UMP         | 2 818        | 34,05        | 3 900       | 47,28       |
| 4                    | Chantal Katzenfort |             | DVD         | 2 818        | 34,05        | 3 900       | 47,28       |
|                      |                    |             |             |              |              |             |             |
| Inscrits             | Inscrits           | Inscrits    | Inscrits    | 14 785       | 100,00       | 14 785      | 100,00      |
| Abstentions          | Abstentions        | Abstentions | Abstentions | 6 141        | 41,54        | 5 889       | 39,83       |
| Votants              | Votants            | Votants     | Votants     | 8 644        | 58,46        | 8 896       | 60,17       |
| Blancs               | Blancs             | Blancs      | Blancs      | 247          | 2,86         | 399         | 4,49        |
| Nuls                 | Nuls               | Nuls        | Nuls        | 121          | 1,4          | 248         | 2,79        |
| Exprimés             | Exprimés           | Exprimés    | Exprimés    | 8 276        | 95,74        | 8 249       | 92,73       |
| * conseiller sortant |                    |             |             |              |              |             |             |

### Canton d'Ambert
| Candidats            | Candidats           | Partis      | Partis      | Premier tour | Premier tour | Second tour | Second tour |
| Candidats            | Candidats           | Partis      | Partis      | Voix         | %            | Voix        | %           |
| -------------------- | ------------------- | ----------- | ----------- | ------------ | ------------ | ----------- | ----------- |
| 1                    | Valérie Prunier     |             | UMP         | 1 726        | 21,06        | 3 703       | 53,71       |
| 1                    | Michel Sauvade      |             | MoDem       | 1 726        | 21,06        | 3 703       | 53,71       |
| 2                    | Jean-Claude Daurat* |             | PS          | 1 691        | 20,63        |             |             |
| 2                    | Michèle Laurent     |             | DVG         | 1 691        | 20,63        |             |             |
| 3                    | Mylène Chapuis      |             | FG          | 1 583        | 19,31        |             |             |
| 3                    | Jacquie Douarre*    |             | PCF         | 1 583        | 19,31        |             |             |
| 4                    | Christophe Delayre  |             | DVD         | 1 702        | 20,77        | 3 192       | 46,29       |
| 4                    | Myriam Fougère      |             | DVD         | 1 702        | 20,77        | 3 192       | 46,29       |
| 5                    | Clémentine Coulon   |             | FN          | 1 494        | 18,23        |             |             |
| 5                    | Fabrice Étienne     |             | FN          | 1 494        | 18,23        |             |             |
|                      |                     |             |             |              |              |             |             |
| Inscrits             | Inscrits            | Inscrits    | Inscrits    | 15 307       | 100,00       | 15 306      | 100,00      |
| Abstentions          | Abstentions         | Abstentions | Abstentions | 6 712        | 43,85        | 7 166       | 46,82       |
| Votants              | Votants             | Votants     | Votants     | 8 595        | 56,15        | 8 140       | 53,18       |
| Blancs               | Blancs              | Blancs      | Blancs      | 239          | 2,78         | 785         | 9,64        |
| Nuls                 | Nuls                | Nuls        | Nuls        | 160          | 1,86         | 460         | 5,65        |
| Exprimés             | Exprimés            | Exprimés    | Exprimés    | 8 196        | 95,36        | 6 895       | 84,71       |
| * conseiller sortant |                     |             |             |              |              |             |             |

### Canton d'Aubière
| Candidats            | Candidats                   | Partis      | Partis      | Premier tour | Premier tour | Second tour | Second tour |
| Candidats            | Candidats                   | Partis      | Partis      | Voix         | %            | Voix        | %           |
| -------------------- | --------------------------- | ----------- | ----------- | ------------ | ------------ | ----------- | ----------- |
| 1                    | Laurence Mioche-Jacquesson* |             | DVG         | 1 394        | 19,54        | 3 353       | 49,68       |
| 1                    | Éric Sinsard                |             | PCF         | 1 394        | 19,54        | 3 353       | 49,68       |
| 2                    | Caroline Demois-Lacoste     |             | SE          | 954          | 13,37        |             |             |
| 2                    | Vincent Salesse             |             | SE          | 954          | 13,37        |             |             |
| 3                    | Pascal Bardin               |             | FN          | 1 053        | 14,76        |             |             |
| 3                    | Marie-José Schincariol      |             | FN          | 1 053        | 14,76        |             |             |
| 4                    | Nicole Lozano               |             | ND          | 697          | 9,77         |             |             |
| 4                    | Thierry Tailhandier         |             | ND          | 697          | 9,77         |             |             |
| 5                    | Pierre Riol                 |             | DVD         | 1 901        | 26,64        | 3 396       | 50,32       |
| 5                    | Eléonore Szczepaniak        |             | DVD         | 1 901        | 26,64        | 3 396       | 50,32       |
| 6                    | Jean-Claude Benay           |             | PS          | 1 136        | 15,92        |             |             |
| 6                    | Marie-Thérèse Salles        |             | PS          | 1 136        | 15,92        |             |             |
|                      |                             |             |             |              |              |             |             |
| Inscrits             | Inscrits                    | Inscrits    | Inscrits    | 14 477       | 100,00       | 14 476      | 100,00      |
| Abstentions          | Abstentions                 | Abstentions | Abstentions | 6 989        | 48,28        | 7 104       | 49,07       |
| Votants              | Votants                     | Votants     | Votants     | 7 488        | 51,72        | 7 372       | 50,93       |
| Blancs               | Blancs                      | Blancs      | Blancs      | 246          | 3,29         | 428         | 5,81        |
| Nuls                 | Nuls                        | Nuls        | Nuls        | 107          | 1,43         | 195         | 2,65        |
| Exprimés             | Exprimés                    | Exprimés    | Exprimés    | 7 135        | 95,29        | 6 749       | 91,55       |
| * conseiller sortant |                             |             |             |              |              |             |             |

### Canton de Beaumont
| Candidats            | Candidats         | Partis      | Partis      | Premier tour | Premier tour | Second tour | Second tour |
| Candidats            | Candidats         | Partis      | Partis      | Voix         | %            | Voix        | %           |
| -------------------- | ----------------- | ----------- | ----------- | ------------ | ------------ | ----------- | ----------- |
| 1                    | Hervé Mantelet    |             | EÉLV        | 1 342        | 17,33        |             |             |
| 1                    | Christine Thomas  |             | PCF         | 1 342        | 17,33        |             |             |
| 2                    | Jean-Paul Cuzin   |             | UMP         | 2 685        | 34,68        | 3 799       | 51,6        |
| 2                    | Anne-Marie Picard |             | UMP         | 2 685        | 34,68        | 3 799       | 51,6        |
| 3                    | Josiane Besset    |             | DVG         | 885          | 11,43        |             |             |
| 3                    | Alain Brochet*    |             | DVG         | 885          | 11,43        |             |             |
| 4                    | Éric Égli         |             | PS          | 1 772        | 22,89        | 3 563       | 48,40       |
| 4                    | Dominique Molle   |             | PS          | 1 772        | 22,89        | 3 563       | 48,40       |
| 5                    | Virginie Bouyou   |             | FN          | 1 058        | 13,67        |             |             |
| 5                    | Ludovic Tiradon   |             | FN          | 1 058        | 13,67        |             |             |
|                      |                   |             |             |              |              |             |             |
| Inscrits             | Inscrits          | Inscrits    | Inscrits    | 16 002       | 100,00       | 16 004      | 100,00      |
| Abstentions          | Abstentions       | Abstentions | Abstentions | 7 858        | 49,11        | 8 010       | 50,05       |
| Votants              | Votants           | Votants     | Votants     | 8 144        | 50,89        | 7 994       | 49,95       |
| Blancs               | Blancs            | Blancs      | Blancs      | 291          | 3,57         | 440         | 5,5         |
| Nuls                 | Nuls              | Nuls        | Nuls        | 111          | 1,36         | 192         | 2,4         |
| Exprimés             | Exprimés          | Exprimés    | Exprimés    | 7 742        | 95,06        | 7 362       | 92,09       |
| * conseiller sortant |                   |             |             |              |              |             |             |

### Canton de Billom
| Candidats            | Candidats                     | Partis      | Partis      | Premier tour | Premier tour | Second tour | Second tour |
| Candidats            | Candidats                     | Partis      | Partis      | Voix         | %            | Voix        | %           |
| -------------------- | ----------------------------- | ----------- | ----------- | ------------ | ------------ | ----------- | ----------- |
| 1                    | Martine Malterre-Puyfoulhoux* |             | PS          | 1 275        | 14,90        |             |             |
| 1                    | François Rudel                |             | PG          | 1 275        | 14,90        |             |             |
| 2                    | Jocelyne Glace Le Gars*       |             | FG          | 1 657        | 19,36        | 5 308       | 66,18       |
| 2                    | Jacky Grand                   |             | FG          | 1 657        | 19,36        | 5 308       | 66,18       |
| 3                    | Christophe Carillo            |             | DLF         | 203          | 2,37         |             |             |
| 3                    | Sarah Reclus                  |             | DVD         | 203          | 2,37         |             |             |
| 4                    | Sandrine Baudonnat-Gaillard   |             | DVD         | 984          | 11,50        |             |             |
| 4                    | Bertrand Dubien               |             | DVD         | 984          | 11,50        |             |             |
| 5                    | Jean-Christian Courchinoux    |             | UDI         | 1 304        | 15,24        |             |             |
| 5                    | Nathalie Sessa                |             | UMP         | 1 304        | 15,24        |             |             |
| 6                    | Pierre Guillon                |             | DVG         | 1 314        | 15,35        |             |             |
| 6                    | Sandrine Ramalha              |             | DVG         | 1 314        | 15,35        |             |             |
| 7                    | Maryse Boyer                  |             | FN          | 1 822        | 21,29        | 2 713       | 33,82       |
| 7                    | Gilles Ferrière               |             | FN          | 1 822        | 21,29        | 2 713       | 33,82       |
|                      |                               |             |             |              |              |             |             |
| Inscrits             | Inscrits                      | Inscrits    | Inscrits    | 16 136       | 100,00       | 16 139      | 100,00      |
| Abstentions          | Abstentions                   | Abstentions | Abstentions | 7 060        | 43,75        | 6 839       | 42,38       |
| Votants              | Votants                       | Votants     | Votants     | 9 076        | 56,25        | 9 300       | 57,62       |
| Blancs               | Blancs                        | Blancs      | Blancs      | 369          | 4,07         | 958         | 10,3        |
| Nuls                 | Nuls                          | Nuls        | Nuls        | 148          | 1,63         | 321         | 3,45        |
| Exprimés             | Exprimés                      | Exprimés    | Exprimés    | 8 559        | 94,3         | 8 021       | 86,25       |
| * conseiller sortant |                               |             |             |              |              |             |             |

### Canton de Brassac-les-Mines
| Candidats            | Candidats          | Partis      | Partis      | Premier tour | Premier tour | Second tour | Second tour |
| Candidats            | Candidats          | Partis      | Partis      | Voix         | %            | Voix        | %           |
| -------------------- | ------------------ | ----------- | ----------- | ------------ | ------------ | ----------- | ----------- |
| 1                    | Patricia Goutay    |             | PDF         | 218          | 2,45         |             |             |
| 1                    | Dominique Morel    |             | PDF         | 218          | 2,45         |             |             |
| 2                    | May-Lin Cazalot    |             | FN          | 1 675        | 18,80        |             |             |
| 2                    | Lilian Emelin      |             | FN          | 1 675        | 18,80        |             |             |
| 3                    | Pascale Brun       |             | DVD         | 2 520        | 28,28        | 3 846       | 45,06       |
| 3                    | Yves-Serge Croze*  |             | DVD         | 2 520        | 28,28        | 3 846       | 45,06       |
| 4                    | Nicole Esbelin     |             | PS          | 2 929        | 32,87        | 4 690       | 54,94       |
| 4                    | Bernard Sauvade    |             | DVG         | 2 929        | 32,87        | 4 690       | 54,94       |
| 5                    | Graziella Brunetti |             | FG          | 1 568        | 17,60        |             |             |
| 5                    | Christian Viallet  |             | PCF         | 1 568        | 17,60        |             |             |
|                      |                    |             |             |              |              |             |             |
| Inscrits             | Inscrits           | Inscrits    | Inscrits    | 18 308       | 100,00       | 18 300      | 100,00      |
| Abstentions          | Abstentions        | Abstentions | Abstentions | 8 762        | 47,86        | 8 875       | 48,5        |
| Votants              | Votants            | Votants     | Votants     | 9 546        | 52,14        | 9 425       | 51,5        |
| Blancs               | Blancs             | Blancs      | Blancs      | 465          | 4,87         | 605         | 6,42        |
| Nuls                 | Nuls               | Nuls        | Nuls        | 171          | 1,79         | 284         | 3,01        |
| Exprimés             | Exprimés           | Exprimés    | Exprimés    | 8 910        | 93,34        | 8 536       | 90,57       |
| * conseiller sortant |                    |             |             |              |              |             |             |

### Canton de Cébazat
| Candidats   | Candidats          | Partis      | Partis      | Premier tour | Premier tour | Second tour | Second tour |
| Candidats   | Candidats          | Partis      | Partis      | Voix         | %            | Voix        | %           |
| ----------- | ------------------ | ----------- | ----------- | ------------ | ------------ | ----------- | ----------- |
| 1           | Gérard Chabridon   |             | PCF         | 796          | 11,29        |             |             |
| 1           | Michelle Faye      |             | PCF         | 796          | 11,29        |             |             |
| 2           | Corinne Acheriaux  |             | PS          | 1 673        | 23,73        | 2 384       | 36,48       |
| 2           | Philippe Deligne   |             | PS          | 1 673        | 23,73        | 2 384       | 36,48       |
| 3           | Isabelle Freycenet |             | FN          | 1 245        | 17,66        |             |             |
| 3           | Louis Grandjean    |             | FN          | 1 245        | 17,66        |             |             |
| 4           | Colette Béthune    |             | DVD         | 3 335        | 47,31        | 4 151       | 63,52       |
| 4           | Flavien Neuvy      |             | UDI         | 3 335        | 47,31        | 4 151       | 63,52       |
|             |                    |             |             |              |              |             |             |
| Inscrits    | Inscrits           | Inscrits    | Inscrits    | 13 886       | 100,00       | 13 886      | 100,00      |
| Abstentions | Abstentions        | Abstentions | Abstentions | 6 498        | 46,8         | 6 799       | 48,96       |
| Votants     | Votants            | Votants     | Votants     | 7 388        | 53,2         | 7 087       | 51,04       |
| Blancs      | Blancs             | Blancs      | Blancs      | 236          | 3,19         | 344         | 4,85        |
| Nuls        | Nuls               | Nuls        | Nuls        | 103          | 1,39         | 208         | 2,93        |
| Exprimés    | Exprimés           | Exprimés    | Exprimés    | 7 049        | 95,41        | 6 535       | 92,21       |

### Canton de Chamalières
| Candidats            | Candidats               | Partis      | Partis      | Premier tour | Premier tour | Second tour | Second tour |
| Candidats            | Candidats               | Partis      | Partis      | Voix         | %            | Voix        | %           |
| -------------------- | ----------------------- | ----------- | ----------- | ------------ | ------------ | ----------- | ----------- |
| 1                    | Michelle Clément*       |             | DVD         | 1 523        | 19,57        | 2 606       | 43,22       |
| 1                    | Pierre-Gabriel Gonzalez |             | DVD         | 1 523        | 19,57        | 2 606       | 43,22       |
| 2                    | Marie-Anne Basset       |             | UDI         | 2 963        | 38,08        | 3 423       | 56,78       |
| 2                    | Jean Ponsonnaille       |             | UMP         | 2 963        | 38,08        | 3 423       | 56,78       |
| 3                    | Gérard Amblard          |             | DVD         | 205          | 2,63         |             |             |
| 3                    | Céline Boulègue         |             | DVD         | 205          | 2,63         |             |             |
| 4                    | Jean-Michel Bernardon   |             | EÉLV        | 658          | 8,46         |             |             |
| 4                    | Magalie Bourdier        |             | EÉLV        | 658          | 8,46         |             |             |
| 5                    | Hélène Ribeaudeau       |             | PS          | 1 468        | 18,87        |             |             |
| 5                    | Clément Voldoire        |             | PS          | 1 468        | 18,87        |             |             |
| 6                    | Jean-Louis Aupois       |             | FN          | 964          | 12,39        |             |             |
| 6                    | Martine Meunier-Michot  |             | FN          | 964          | 12,39        |             |             |
|                      |                         |             |             |              |              |             |             |
| Inscrits             | Inscrits                | Inscrits    | Inscrits    | 15 527       | 100,00       | 15 527      | 100,00      |
| Abstentions          | Abstentions             | Abstentions | Abstentions | 7 454        | 48,01        | 8 620       | 55,52       |
| Votants              | Votants                 | Votants     | Votants     | 8 073        | 51,99        | 6 907       | 44,48       |
| Blancs               | Blancs                  | Blancs      | Blancs      | 174          | 2,16         | 610         | 8,83        |
| Nuls                 | Nuls                    | Nuls        | Nuls        | 118          | 1,46         | 268         | 3,88        |
| Exprimés             | Exprimés                | Exprimés    | Exprimés    | 7 781        | 96,38        | 6 029       | 87,29       |
| * conseiller sortant |                         |             |             |              |              |             |             |

### Canton de Châtel-Guyon
| Candidats   | Candidats           | Partis      | Partis      | Premier tour | Premier tour | Second tour | Second tour |
| Candidats   | Candidats           | Partis      | Partis      | Voix         | %            | Voix        | %           |
| ----------- | ------------------- | ----------- | ----------- | ------------ | ------------ | ----------- | ----------- |
| 1           | Lidia Lebas         |             | FG          | 928          | 10,40        |             |             |
| 1           | Francis Vergne      |             | FG          | 928          | 10,40        |             |             |
| 2           | Line Cotton         |             | FN          | 1 559        | 17,46        |             |             |
| 2           | Laurent Lelion      |             | FN          | 1 559        | 17,46        |             |             |
| 3           | Lionel Chauvin      |             | UMP         | 2 896        | 32,44        | 4 277       | 52,09       |
| 3           | Anne-Marie Maltrait |             | DVD         | 2 896        | 32,44        | 4 277       | 52,09       |
| 4           | Mohand Hamoumou     |             | DVG         | 1 660        | 18,60        |             |             |
| 4           | Anne-Marie Regnoux  |             | DVG         | 1 660        | 18,60        |             |             |
| 5           | François Cheville   |             | PS          | 1 884        | 21,10        | 3 934       | 47,91       |
| 5           | Danièle Privat      |             | PS          | 1 884        | 21,10        | 3 934       | 47,91       |
|             |                     |             |             |              |              |             |             |
| Inscrits    | Inscrits            | Inscrits    | Inscrits    | 17 498       | 100,00       | 17 438      | 100,00      |
| Abstentions | Abstentions         | Abstentions | Abstentions | 8 156        | 46,61        | 8 382       | 48,07       |
| Votants     | Votants             | Votants     | Votants     | 9 342        | 53,39        | 9 056       | 51,93       |
| Blancs      | Blancs              | Blancs      | Blancs      | 284          | 3,04         | 547         | 6,04        |
| Nuls        | Nuls                | Nuls        | Nuls        | 131          | 1,4          | 298         | 3,29        |
| Exprimés    | Exprimés            | Exprimés    | Exprimés    | 8 927        | 95,56        | 8 211       | 90,67       |

### Canton de Clermont-Ferrand-1
| Candidats   | Candidats          | Partis      | Partis      | Premier tour | Premier tour | Second tour | Second tour |
| Candidats   | Candidats          | Partis      | Partis      | Voix         | %            | Voix        | %           |
| ----------- | ------------------ | ----------- | ----------- | ------------ | ------------ | ----------- | ----------- |
| 1           | Fabienne Montel    |             | UMP         | 891          | 19,69        |             |             |
| 1           | Stanislas Renié    |             | MoDem       | 891          | 19,69        |             |             |
| 2           | Anne Faurot        |             | FN          | 1 097        | 24,24        | 1 500       | 34,46       |
| 2           | Steven Seksek      |             | FN          | 1 097        | 24,24        | 1 500       | 34,46       |
| 3           | Valérie Bernard    |             | PS          | 1 379        | 30,47        | 2 853       | 65,54       |
| 3           | Alexandre Pourchon |             | PS          | 1 379        | 30,47        | 2 853       | 65,54       |
| 4           | Émilie Geneix      |             | PCF         | 674          | 14,89        |             |             |
| 4           | Alain Laffont      |             | FG          | 674          | 14,89        |             |             |
| 5           | Samir El Bakkali   |             | SE          | 485          | 10,72        |             |             |
| 5           | Chantal Limousy    |             | SE          | 485          | 10,72        |             |             |
|             |                    |             |             |              |              |             |             |
| Inscrits    | Inscrits           | Inscrits    | Inscrits    | 11 918       | 100,00       | 11 918      | 100,00      |
| Abstentions | Abstentions        | Abstentions | Abstentions | 7 151        | 60           | 7 110       | 59,66       |
| Votants     | Votants            | Votants     | Votants     | 4 767        | 40           | 4 808       | 40,34       |
| Blancs      | Blancs             | Blancs      | Blancs      | 156          | 3,27         | 331         | 6,88        |
| Nuls        | Nuls               | Nuls        | Nuls        | 85           | 1,78         | 124         | 2,58        |
| Exprimés    | Exprimés           | Exprimés    | Exprimés    | 4 526        | 94,94        | 4 353       | 90,54       |

### Canton de Clermont-Ferrand-2
| Candidats            | Candidats                 | Partis      | Partis      | Premier tour | Premier tour | Second tour | Second tour |
| Candidats            | Candidats                 | Partis      | Partis      | Voix         | %            | Voix        | %           |
| -------------------- | ------------------------- | ----------- | ----------- | ------------ | ------------ | ----------- | ----------- |
| 1                    | Djamel Ibrahim-Ouali      |             | DVG         | 575          | 11,57        |             |             |
| 1                    | Mireille Lacombe*         |             | PRG         | 575          | 11,57        |             |             |
| 2                    | Louis Coustes             |             | UMP         | 1 093        | 21,99        | 1 972       | 43,36       |
| 2                    | Delphine Perry            |             | UDI         | 1 093        | 21,99        | 1 972       | 43,36       |
| 3                    | Claude Barrière           |             | FN          | 1 051        | 21,14        |             |             |
| 3                    | Daniel Roche              |             | FN          | 1 051        | 21,14        |             |             |
| 4                    | Patricia Guilhot*         |             | PG          | 709          | 14,26        |             |             |
| 4                    | Alexandre Rupnik          |             | EÉLV        | 709          | 14,26        |             |             |
| 5                    | Laetitia Nickel           |             | SE          | 269          | 5,41         |             |             |
| 5                    | David Verneyre            |             | SE          | 269          | 5,41         |             |             |
| 6                    | Gérald Courtadon          |             | PS          | 1 274        | 25,63        | 2 576       | 56,64       |
| 6                    | Manuela Ferreira de Sousa |             | PS          | 1 274        | 25,63        | 2 576       | 56,64       |
|                      |                           |             |             |              |              |             |             |
| Inscrits             | Inscrits                  | Inscrits    | Inscrits    | 12 579       | 100,00       | 12 579      | 100,00      |
| Abstentions          | Abstentions               | Abstentions | Abstentions | 7 318        | 58,18        | 7 447       | 59,2        |
| Votants              | Votants                   | Votants     | Votants     | 5 261        | 41,82        | 5 132       | 40,8        |
| Blancs               | Blancs                    | Blancs      | Blancs      | 195          | 3,71         | 411         | 8,01        |
| Nuls                 | Nuls                      | Nuls        | Nuls        | 95           | 1,81         | 173         | 3,37        |
| Exprimés             | Exprimés                  | Exprimés    | Exprimés    | 4 971        | 94,49        | 4 548       | 88,62       |
| * conseiller sortant |                           |             |             |              |              |             |             |

### Canton de Clermont-Ferrand-3
| Candidats   | Candidats            | Partis      | Partis      | Premier tour | Premier tour | Second tour | Second tour |
| Candidats   | Candidats            | Partis      | Partis      | Voix         | %            | Voix        | %           |
| ----------- | -------------------- | ----------- | ----------- | ------------ | ------------ | ----------- | ----------- |
| 1           | Pierre Danel         |             | PS          | 1 499        | 35,43        | 2 213       | 58,19       |
| 1           | Sylvie Maisonnet     |             | PS          | 1 499        | 35,43        | 2 213       | 58,19       |
| 2           | Julien Bony          |             | UMP         | 1 006        | 23,78        | 1 590       | 41,81       |
| 2           | Cécile Laporte       |             | UMP         | 1 006        | 23,78        | 1 590       | 41,81       |
| 3           | Michèle Aldon        |             | FG          | 602          | 14,23        |             |             |
| 3           | Jean-Baptiste Pégeon |             | EÉLV        | 602          | 14,23        |             |             |
| 4           | Édith-Marie Chomette |             | FN          | 920          | 21,74        |             |             |
| 4           | Gérard Hendrickx     |             | FN          | 920          | 21,74        |             |             |
| 5           | Fanida Bentaher      |             | SE          | 204          | 4,82         |             |             |
| 5           | Alexis Blondeau      |             | SE          | 204          | 4,82         |             |             |
|             |                      |             |             |              |              |             |             |
| Inscrits    | Inscrits             | Inscrits    | Inscrits    | 10 357       | 100,00       | 10 357      | 100,00      |
| Abstentions | Abstentions          | Abstentions | Abstentions | 5 934        | 57,29        | 6 125       | 59,14       |
| Votants     | Votants              | Votants     | Votants     | 4 423        | 42,71        | 4 232       | 40,86       |
| Blancs      | Blancs               | Blancs      | Blancs      | 133          | 3,01         | 286         | 6,76        |
| Nuls        | Nuls                 | Nuls        | Nuls        | 59           | 1,33         | 143         | 3,38        |
| Exprimés    | Exprimés             | Exprimés    | Exprimés    | 4 231        | 95,66        | 3 803       | 89,86       |

### Canton de Clermont-Ferrand-4
| Candidats   | Candidats              | Partis      | Partis      | Premier tour | Premier tour | Second tour | Second tour |
| Candidats   | Candidats              | Partis      | Partis      | Voix         | %            | Voix        | %           |
| ----------- | ---------------------- | ----------- | ----------- | ------------ | ------------ | ----------- | ----------- |
| 1           | Magali Gallais         |             | FG          | 801          | 17,16        |             |             |
| 1           | Lionel Roucan          |             | EÉLV        | 801          | 17,16        |             |             |
| 2           | Damien Baldy           |             | PS          | 1 662        | 35,6         | 2 362       | 52,86       |
| 2           | Dominique Briat        |             | PS          | 1 662        | 35,6         | 2 362       | 52,86       |
| 3           | Joëlle Raynaud         |             | FN          | 572          | 12,25        |             |             |
| 3           | Antoine Roche          |             | FN          | 572          | 12,25        |             |             |
| 4           | Jean-Pierre Brenas     |             | UMP         | 1 634        | 35,00        | 2 106       | 47,14       |
| 4           | Blandine Vinagre-Rocca |             | UMP         | 1 634        | 35,00        | 2 106       | 47,14       |
|             |                        |             |             |              |              |             |             |
| Inscrits    | Inscrits               | Inscrits    | Inscrits    | 10 017       | 100,00       | 10 017      | 100,00      |
| Abstentions | Abstentions            | Abstentions | Abstentions | 5 142        | 51,33        | 5 272       | 52,63       |
| Votants     | Votants                | Votants     | Votants     | 4 875        | 48,67        | 4 745       | 47,37       |
| Blancs      | Blancs                 | Blancs      | Blancs      | 141          | 2,89         | 201         | 4,24        |
| Nuls        | Nuls                   | Nuls        | Nuls        | 65           | 1,33         | 76          | 1,6         |
| Exprimés    | Exprimés               | Exprimés    | Exprimés    | 4 669        | 95,77        | 4 468       | 94,16       |

### Canton de Clermont-Ferrand-5
| Candidats            | Candidats            | Partis      | Partis      | Premier tour | Premier tour | Second tour | Second tour |
| Candidats            | Candidats            | Partis      | Partis      | Voix         | %            | Voix        | %           |
| -------------------- | -------------------- | ----------- | ----------- | ------------ | ------------ | ----------- | ----------- |
| 1                    | Jean-Yves Gouttebel* |             | PRG         | 2 536        | 38,02        | 3 261       | 52,44       |
| 1                    | Elise Serin          |             | PS          | 2 536        | 38,02        | 3 261       | 52,44       |
| 2                    | Géraldine Bastien    |             | UMP         | 2 169        | 32,52        | 2 957       | 47,56       |
| 2                    | Patrice Deteix       |             | DVD         | 2 169        | 32,52        | 2 957       | 47,56       |
| 3                    | Graziella Monteil    |             | EÉLV        | 998          | 14,96        |             |             |
| 3                    | Clément Orambot      |             | EÉLV        | 998          | 14,96        |             |             |
| 4                    | Ernestine Berna      |             | FN          | 967          | 14,50        |             |             |
| 4                    | André Salgueiro      |             | FN          | 967          | 14,50        |             |             |
|                      |                      |             |             |              |              |             |             |
| Inscrits             | Inscrits             | Inscrits    | Inscrits    | 14 234       | 100,00       | 14 234      | 100,00      |
| Abstentions          | Abstentions          | Abstentions | Abstentions | 7 245        | 50,9         | 7 533       | 52,92       |
| Votants              | Votants              | Votants     | Votants     | 6 989        | 49,1         | 6 701       | 47,08       |
| Blancs               | Blancs               | Blancs      | Blancs      | 232          | 3,32         | 328         | 4,89        |
| Nuls                 | Nuls                 | Nuls        | Nuls        | 87           | 1,24         | 155         | 2,31        |
| Exprimés             | Exprimés             | Exprimés    | Exprimés    | 6 670        | 95,44        | 6 218       | 92,79       |
| * conseiller sortant |                      |             |             |              |              |             |             |

### Canton de Clermont-Ferrand-6
| Candidats            | Candidats                 | Partis      | Partis      | Premier tour | Premier tour | Second tour | Second tour |
| Candidats            | Candidats                 | Partis      | Partis      | Voix         | %            | Voix        | %           |
| -------------------- | ------------------------- | ----------- | ----------- | ------------ | ------------ | ----------- | ----------- |
| 1                    | Nadine Déat*              |             | PS          | 1 880        | 36,46        | 2 885       | 57,4        |
| 1                    | Patrick Raynaud           |             | PS          | 1 880        | 36,46        | 2 885       | 57,4        |
| 2                    | Gigi Anglard              |             | SE          | 550          | 10,67        |             |             |
| 2                    | Philippe Gorce            |             | SE          | 550          | 10,67        |             |             |
| 3                    | Christiane Jalicon        |             | UMP         | 1 742        | 33,78        | 2 141       | 42,6        |
| 3                    | Pierre Vaisse             |             | UDI         | 1 742        | 33,78        | 2 141       | 42,6        |
| 4                    | Jean-Christophe Cervantès |             | FG          | 985          | 19,10        |             |             |
| 4                    | Nicole Prieux             |             | FG          | 985          | 19,10        |             |             |
|                      |                           |             |             |              |              |             |             |
| Inscrits             | Inscrits                  | Inscrits    | Inscrits    | 12 551       | 100,00       | 12 551      | 100,00      |
| Abstentions          | Abstentions               | Abstentions | Abstentions | 6 994        | 55,72        | 7 083       | 56,43       |
| Votants              | Votants                   | Votants     | Votants     | 5 557        | 44,28        | 5 468       | 43,57       |
| Blancs               | Blancs                    | Blancs      | Blancs      | 273          | 4,91         | 301         | 5,5         |
| Nuls                 | Nuls                      | Nuls        | Nuls        | 127          | 2,29         | 141         | 2,58        |
| Exprimés             | Exprimés                  | Exprimés    | Exprimés    | 5 157        | 92,8         | 5 026       | 91,92       |
| * conseiller sortant |                           |             |             |              |              |             |             |

### Canton de Cournon-d'Auvergne
| Candidats            | Candidats          | Partis      | Partis      | Premier tour | Premier tour | Second tour | Second tour |
| Candidats            | Candidats          | Partis      | Partis      | Voix         | %            | Voix        | %           |
| -------------------- | ------------------ | ----------- | ----------- | ------------ | ------------ | ----------- | ----------- |
| 1                    | Valentin Chabrier  |             | FG          | 962          | 11,07        |             |             |
| 1                    | Mina Perrin        |             | FG          | 962          | 11,07        |             |             |
| 2                    | Maria Andrieux     |             | FN          | 1 721        | 19,80        |             |             |
| 2                    | Thomas de Carvalho |             | FN          | 1 721        | 19,80        |             |             |
| 3                    | Bertrand Pasciuto* |             | PS          | 3 538        | 40,7         | 4 558       | 55,83       |
| 3                    | Monique Pouille    |             | PS          | 3 538        | 40,7         | 4 558       | 55,83       |
| 4                    | Jacqueline Bolis   |             | UDI         | 2 471        | 28,43        | 3 606       | 44,17       |
| 4                    | Benoît Sanchez     |             | UMP         | 2 471        | 28,43        | 3 606       | 44,17       |
|                      |                    |             |             |              |              |             |             |
| Inscrits             | Inscrits           | Inscrits    | Inscrits    | 16 876       | 100,00       | 16 872      | 100,00      |
| Abstentions          | Abstentions        | Abstentions | Abstentions | 7 695        | 45,6         | 7 971       | 47,24       |
| Votants              | Votants            | Votants     | Votants     | 9 181        | 54,4         | 8 901       | 52,76       |
| Blancs               | Blancs             | Blancs      | Blancs      | 344          | 3,75         | 462         | 5,19        |
| Nuls                 | Nuls               | Nuls        | Nuls        | 145          | 1,58         | 275         | 3,09        |
| Exprimés             | Exprimés           | Exprimés    | Exprimés    | 8 692        | 94,67        | 8 164       | 91,72       |
| * conseiller sortant |                    |             |             |              |              |             |             |

### Canton de Gerzat
| Candidats   | Candidats             | Partis      | Partis      | Premier tour | Premier tour | Second tour | Second tour |
| Candidats   | Candidats             | Partis      | Partis      | Voix         | %            | Voix        | %           |
| ----------- | --------------------- | ----------- | ----------- | ------------ | ------------ | ----------- | ----------- |
| 1           | Michel Pascarella     |             | FG          | 664          | 12,58        |             |             |
| 1           | Marie-Thérèse Ramonat |             | FG          | 664          | 12,58        |             |             |
| 2           | Carine Depinay        |             | DVD         | 1 633        | 30,94        | 2 411       | 48,14       |
| 2           | Pierre Montagnon      |             | DVD         | 1 633        | 30,94        | 2 411       | 48,14       |
| 3           | Serge Pichot          |             | DVG         | 1 666        | 31,56        | 2 597       | 51,86       |
| 3           | Émilie Vallee         |             | PS          | 1 666        | 31,56        | 2 597       | 51,86       |
| 4           | Éric Gueneron         |             | FN          | 1 315        | 24,91        |             |             |
| 4           | Laurence Pro          |             | FN          | 1 315        | 24,91        |             |             |
|             |                       |             |             |              |              |             |             |
| Inscrits    | Inscrits              | Inscrits    | Inscrits    | 12 207       | 100,00       | 12 207      | 100,00      |
| Abstentions | Abstentions           | Abstentions | Abstentions | 6 622        | 54,25        | 6 651       | 54,49       |
| Votants     | Votants               | Votants     | Votants     | 5 585        | 45,75        | 5 556       | 45,51       |
| Blancs      | Blancs                | Blancs      | Blancs      | 209          | 3,74         | 348         | 6,26        |
| Nuls        | Nuls                  | Nuls        | Nuls        | 98           | 1,75         | 200         | 3,6         |
| Exprimés    | Exprimés              | Exprimés    | Exprimés    | 5 278        | 94,5         | 5 008       | 90,14       |

### Canton d'Issoire
| Candidats            | Candidats                | Partis      | Partis      | Premier tour | Premier tour | Second tour | Second tour |
| Candidats            | Candidats                | Partis      | Partis      | Voix         | %            | Voix        | %           |
| -------------------- | ------------------------ | ----------- | ----------- | ------------ | ------------ | ----------- | ----------- |
| 1                    | Daniel Delarbre          |             | DVG         | 1 705        | 22,19        | 3 276       | 43,4        |
| 1                    | Florence Verdier-Martin* |             | DVG         | 1 705        | 22,19        | 3 276       | 43,4        |
| 2                    | François Blanc           |             | EÉLV        | 497          | 6,47         |             |             |
| 2                    | Hélène Pelletier         |             | EÉLV        | 497          | 6,47         |             |             |
| 3                    | Bertrand Barraud         |             | UMP         | 3 283        | 42,72        | 4 273       | 56,6        |
| 3                    | Jocelyne Bouquet         |             | DVD         | 3 283        | 42,72        | 4 273       | 56,6        |
| 4                    | Véronique Colas-Fiorini  |             | PS          | 953          | 12,40        |             |             |
| 4                    | Joël Mallet              |             | PS          | 953          | 12,40        |             |             |
| 5                    | Georges Bernigaud        |             | FN          | 1 247        | 16,23        |             |             |
| 5                    | Marie-Françoise Vilcoq   |             | FN          | 1 247        | 16,23        |             |             |
|                      |                          |             |             |              |              |             |             |
| Inscrits             | Inscrits                 | Inscrits    | Inscrits    | 14 975       | 100,00       | 14 975      | 100,00      |
| Abstentions          | Abstentions              | Abstentions | Abstentions | 6 907        | 46,12        | 6 879       | 45,94       |
| Votants              | Votants                  | Votants     | Votants     | 8 068        | 53,88        | 8 096       | 54,06       |
| Blancs               | Blancs                   | Blancs      | Blancs      | 243          | 3,01         | 360         | 4,45        |
| Nuls                 | Nuls                     | Nuls        | Nuls        | 140          | 1,74         | 187         | 2,31        |
| Exprimés             | Exprimés                 | Exprimés    | Exprimés    | 7 685        | 95,25        | 7 549       | 93,24       |
| * conseiller sortant |                          |             |             |              |              |             |             |

### Canton de Lezoux
| Candidats            | Candidats           | Partis      | Partis      | Premier tour | Premier tour | Second tour | Second tour |
| Candidats            | Candidats           | Partis      | Partis      | Voix         | %            | Voix        | %           |
| -------------------- | ------------------- | ----------- | ----------- | ------------ | ------------ | ----------- | ----------- |
| 1                    | Florent Moneyron*   |             | PS          | 3 202        | 45,27        | 3 751       | 55,62       |
| 1                    | Monique Rougier     |             | PS          | 3 202        | 45,27        | 3 751       | 55,62       |
| 2                    | Sébastien Agée      |             | FN          | 1 621        | 22,92        |             |             |
| 2                    | Anne-Marie Chavelet |             | FN          | 1 621        | 22,92        |             |             |
| 3                    | Marie-France Marmy  |             | DVD         | 2 250        | 31,81        | 2 993       | 44,38       |
| 3                    | Daniel Peynon*      |             | UDI         | 2 250        | 31,81        | 2 993       | 44,38       |
|                      |                     |             |             |              |              |             |             |
| Inscrits             | Inscrits            | Inscrits    | Inscrits    | 13 365       | 100,00       | 13 365      | 100,00      |
| Abstentions          | Abstentions         | Abstentions | Abstentions | 5 874        | 43,95        | 6 053       | 45,29       |
| Votants              | Votants             | Votants     | Votants     | 7 491        | 56,05        | 7 312       | 54,71       |
| Blancs               | Blancs              | Blancs      | Blancs      | 267          | 3,56         | 322         | 4,4         |
| Nuls                 | Nuls                | Nuls        | Nuls        | 151          | 2,02         | 246         | 3,36        |
| Exprimés             | Exprimés            | Exprimés    | Exprimés    | 7 073        | 94,42        | 6 744       | 92,23       |
| * conseiller sortant |                     |             |             |              |              |             |             |

### Canton de Maringues
| Candidats            | Candidats          | Partis      | Partis      | Premier tour | Premier tour |
| Candidats            | Candidats          | Partis      | Partis      | Voix         | %            |
| -------------------- | ------------------ | ----------- | ----------- | ------------ | ------------ |
| 1                    | Sandra Dezorme     |             | FN          | 1 931        | 27,51        |
| 1                    | Jérôme Jayet       |             | FN          | 1 931        | 27,51        |
| 2                    | Bénédicte Bourcier |             | UDI         | 1 172        | 16,70        |
| 2                    | Philippe Lejczyk   |             | MoDem       | 1 172        | 16,70        |
| 3                    | Caroline Dalet*    |             | FG          | 3 917        | 55,80        |
| 3                    | Éric Gold*         |             | PRG         | 3 917        | 55,80        |
|                      |                    |             |             |              |              |
| Inscrits             | Inscrits           | Inscrits    | Inscrits    | 13 166       | 100,00       |
| Abstentions          | Abstentions        | Abstentions | Abstentions | 5 735        | 43,56        |
| Votants              | Votants            | Votants     | Votants     | 7 431        | 56,44        |
| Blancs               | Blancs             | Blancs      | Blancs      | 198          | 2,66         |
| Nuls                 | Nuls               | Nuls        | Nuls        | 213          | 2,87         |
| Exprimés             | Exprimés           | Exprimés    | Exprimés    | 7 020        | 94,47        |
| * conseiller sortant |                    |             |             |              |              |

### Canton des Martres-de-Veyre
| Candidats            | Candidats                 | Partis      | Partis      | Premier tour | Premier tour | Second tour | Second tour |
| Candidats            | Candidats                 | Partis      | Partis      | Voix         | %            | Voix        | %           |
| -------------------- | ------------------------- | ----------- | ----------- | ------------ | ------------ | ----------- | ----------- |
| 1                    | Claude Graulière*         |             | DVD         | 2 812        | 32,84        | 3 812       | 47,40       |
| 1                    | Odile Michaux             |             | UMP         | 2 812        | 32,84        | 3 812       | 47,40       |
| 2                    | Aude Chabanol             |             | FN          | 1 540        | 17,98        |             |             |
| 2                    | David Mollet              |             | FN          | 1 540        | 17,98        |             |             |
| 3                    | Pascal Pigot              |             | PS          | 3 238        | 37,81        | 4 230       | 52,6        |
| 3                    | Bernadette Troquet        |             | DVG         | 3 238        | 37,81        | 4 230       | 52,6        |
| 4                    | Élisabeth Collange-Potron |             | EÉLV        | 974          | 11,37        |             |             |
| 4                    | Grégory Volle             |             | ÉCO         | 974          | 11,37        |             |             |
|                      |                           |             |             |              |              |             |             |
| Inscrits             | Inscrits                  | Inscrits    | Inscrits    | 17 115       | 100,00       | 17 114      | 100,00      |
| Abstentions          | Abstentions               | Abstentions | Abstentions | 8 074        | 47,17        | 8 363       | 48,87       |
| Votants              | Votants                   | Votants     | Votants     | 9 041        | 52,83        | 8 751       | 51,13       |
| Blancs               | Blancs                    | Blancs      | Blancs      | 318          | 3,52         | 441         | 5,04        |
| Nuls                 | Nuls                      | Nuls        | Nuls        | 159          | 1,76         | 268         | 3,06        |
| Exprimés             | Exprimés                  | Exprimés    | Exprimés    | 8 564        | 94,72        | 8 042       | 91,9        |
| * conseiller sortant |                           |             |             |              |              |             |             |

### Canton des Monts du Livradois
| Candidats            | Candidats            | Partis      | Partis      | Premier tour | Premier tour | Second tour | Second tour |
| Candidats            | Candidats            | Partis      | Partis      | Voix         | %            | Voix        | %           |
| -------------------- | -------------------- | ----------- | ----------- | ------------ | ------------ | ----------- | ----------- |
| 1                    | Yves Fournet-Fayard* |             | DVG         | 674          | 8,15         |             |             |
| 1                    | Isabelle Ravalomanda |             | DVG         | 674          | 8,15         |             |             |
| 2                    | Jean-Luc Coupat*     |             | DVG         | 2 067        | 25,01        | 3 635       | 50,85       |
| 2                    | Dominique Giron      |             | PRG         | 2 067        | 25,01        | 3 635       | 50,85       |
| 3                    | Marie-Claire Blanque |             | UMP         | 1 524        | 18,44        |             |             |
| 3                    | André Imberdis       |             | UMP         | 1 524        | 18,44        |             |             |
| 4                    | Ghislaine Dubien     |             | FG          | 2 434        | 29,45        | 3 514       | 49,15       |
| 4                    | Éric Dubourgnoux     |             | FG          | 2 434        | 29,45        | 3 514       | 49,15       |
| 5                    | Jean-Marc Boyer      |             | FN          | 1 567        | 18,96        |             |             |
| 5                    | Danielle Casasoprana |             | FN          | 1 567        | 18,96        |             |             |
|                      |                      |             |             |              |              |             |             |
| Inscrits             | Inscrits             | Inscrits    | Inscrits    | 15 212       | 100,00       | 15 212      | 100,00      |
| Abstentions          | Abstentions          | Abstentions | Abstentions | 6 505        | 42,76        | 6 794       | 44,66       |
| Votants              | Votants              | Votants     | Votants     | 8 707        | 57,24        | 8 418       | 55,34       |
| Blancs               | Blancs               | Blancs      | Blancs      | 280          | 3,22         | 860         | 10,22       |
| Nuls                 | Nuls                 | Nuls        | Nuls        | 161          | 1,85         | 409         | 4,86        |
| Exprimés             | Exprimés             | Exprimés    | Exprimés    | 8 266        | 94,94        | 7 149       | 84,93       |
| * conseiller sortant |                      |             |             |              |              |             |             |

### Canton d'Orcines
| Candidats            | Candidats             | Partis      | Partis      | Premier tour | Premier tour |
| Candidats            | Candidats             | Partis      | Partis      | Voix         | %            |
| -------------------- | --------------------- | ----------- | ----------- | ------------ | ------------ |
| 1                    | Bernard Dubriont      |             | FN          | 1 201        | 15,94        |
| 1                    | Géraldine Ferry       |             | FN          | 1 201        | 15,94        |
| 2                    | Martine Bony          |             | DVD         | 3 961        | 52,57        |
| 2                    | Jean-Marc Boyer*      |             | UMP         | 3 961        | 52,57        |
| 3                    | Jean-François Carriot |             | DVG         | 2 373        | 31,49        |
| 3                    | Pierrette Viel        |             | DVG         | 2 373        | 31,49        |
|                      |                       |             |             |              |              |
| Inscrits             | Inscrits              | Inscrits    | Inscrits    | 13 551       | 100,00       |
| Abstentions          | Abstentions           | Abstentions | Abstentions | 5 428        | 40,06        |
| Votants              | Votants               | Votants     | Votants     | 8 123        | 59,94        |
| Blancs               | Blancs                | Blancs      | Blancs      | 300          | 3,69         |
| Nuls                 | Nuls                  | Nuls        | Nuls        | 288          | 3,55         |
| Exprimés             | Exprimés              | Exprimés    | Exprimés    | 7 535        | 92,76        |
| * conseiller sortant |                       |             |             |              |              |

### Canton de Pont-du-Château
| Candidats            | Candidats              | Partis      | Partis      | Premier tour | Premier tour | Second tour | Second tour |
| Candidats            | Candidats              | Partis      | Partis      | Voix         | %            | Voix        | %           |
| -------------------- | ---------------------- | ----------- | ----------- | ------------ | ------------ | ----------- | ----------- |
| 1                    | Denise Chalard-Goutain |             | DVD         | 1 608        | 22,67        |             |             |
| 1                    | Alain Vazeille         |             | DVD         | 1 608        | 22,67        |             |             |
| 2                    | Michel Bouchet         |             | FG          | 964          | 13,59        |             |             |
| 2                    | Marie-Joëlle Dumont    |             | FG          | 964          | 13,59        |             |             |
| 3                    | Jeanne Baley           |             | FN          | 1 623        | 22,88        | 2 301       | 34,3        |
| 3                    | Gilles Beaulieu        |             | FN          | 1 623        | 22,88        | 2 301       | 34,3        |
| 4                    | Dominique Chalard      |             | PDF         | 296          | 4,17         |             |             |
| 4                    | Jean-Claude Perdreau   |             | PDF         | 296          | 4,17         |             |             |
| 5                    | Gérard Betenfeld*      |             | PS          | 2 602        | 36,68        | 4 407       | 65,7        |
| 5                    | Nathalie Cardona       |             | DVG         | 2 602        | 36,68        | 4 407       | 65,7        |
|                      |                        |             |             |              |              |             |             |
| Inscrits             | Inscrits               | Inscrits    | Inscrits    | 15 003       | 100,00       | 15 003      | 100,00      |
| Abstentions          | Abstentions            | Abstentions | Abstentions | 7 451        | 49,66        | 7 319       | 48,78       |
| Votants              | Votants                | Votants     | Votants     | 7 552        | 50,34        | 7 684       | 51,22       |
| Blancs               | Blancs                 | Blancs      | Blancs      | 286          | 3,79         | 668         | 8,69        |
| Nuls                 | Nuls                   | Nuls        | Nuls        | 173          | 2,29         | 308         | 4,01        |
| Exprimés             | Exprimés               | Exprimés    | Exprimés    | 7 093        | 93,92        | 6 708       | 87,3        |
| * conseiller sortant |                        |             |             |              |              |             |             |

### Canton de Riom
| Candidats            | Candidats              | Partis      | Partis      | Premier tour | Premier tour | Second tour | Second tour |
| Candidats            | Candidats              | Partis      | Partis      | Voix         | %            | Voix        | %           |
| -------------------- | ---------------------- | ----------- | ----------- | ------------ | ------------ | ----------- | ----------- |
| 1                    | Boris Bouchet          |             | FG          | 1 058        | 13,98        |             |             |
| 1                    | José Dubreuil          |             | FG          | 1 058        | 13,98        |             |             |
| 2                    | Guy Bordet             |             | FN          | 1 311        | 17,33        |             |             |
| 2                    | Nathalie Naegelen      |             | FN          | 1 311        | 17,33        |             |             |
| 3                    | Stéphanie Flori-Dutour |             | UMP         | 2 719        | 35,93        | 3 806       | 51,38       |
| 3                    | Jean-Philippe Perret   |             | DVD         | 2 719        | 35,93        | 3 806       | 51,38       |
| 4                    | Dominique Bosse*       |             | PS          | 2 479        | 32,76        | 3 602       | 48,62       |
| 4                    | Stéphane Friaud        |             | PS          | 2 479        | 32,76        | 3 602       | 48,62       |
|                      |                        |             |             |              |              |             |             |
| Inscrits             | Inscrits               | Inscrits    | Inscrits    | 14 905       | 100,00       | 14 905      | 100,00      |
| Abstentions          | Abstentions            | Abstentions | Abstentions | 6 908        | 46,35        | 6 858       | 46,01       |
| Votants              | Votants                | Votants     | Votants     | 7 997        | 53,65        | 8 047       | 53,99       |
| Blancs               | Blancs                 | Blancs      | Blancs      | 274          | 3,43         | 401         | 4,98        |
| Nuls                 | Nuls                   | Nuls        | Nuls        | 156          | 1,95         | 238         | 2,96        |
| Exprimés             | Exprimés               | Exprimés    | Exprimés    | 7 567        | 94,62        | 7 408       | 92,06       |
| * conseiller sortant |                        |             |             |              |              |             |             |

### Canton de Saint-Éloy-les-Mines
| Candidats            | Candidats             | Partis      | Partis      | Premier tour | Premier tour | Second tour | Second tour |
| Candidats            | Candidats             | Partis      | Partis      | Voix         | %            | Voix        | %           |
| -------------------- | --------------------- | ----------- | ----------- | ------------ | ------------ | ----------- | ----------- |
| 1                    | Jérôme Gaumet         |             | UMP         | 2 300        | 30,84        | 3 290       | 43,76       |
| 1                    | Anna Mansat           |             | DVD         | 2 300        | 30,84        | 3 290       | 43,76       |
| 2                    | Pierrette Daffix-Ray* |             | DVG         | 2 878        | 38,58        | 4 228       | 56,24       |
| 2                    | Laurent Dumas         |             | PS          | 2 878        | 38,58        | 4 228       | 56,24       |
| 3                    | Patrick Kaliciak      |             | FN          | 1 422        | 19,06        |             |             |
| 3                    | Corinne Neveux        |             | FN          | 1 422        | 19,06        |             |             |
| 4                    | Jacqueline Duboisset  |             | FG          | 859          | 11,52        |             |             |
| 4                    | Serge Laforêt         |             | FG          | 859          | 11,52        |             |             |
|                      |                       |             |             |              |              |             |             |
| Inscrits             | Inscrits              | Inscrits    | Inscrits    | 13 670       | 100,00       | 13 666      | 100,00      |
| Abstentions          | Abstentions           | Abstentions | Abstentions | 5 776        | 42,25        | 5 470       | 40,03       |
| Votants              | Votants               | Votants     | Votants     | 7 894        | 57,75        | 8 196       | 59,97       |
| Blancs               | Blancs                | Blancs      | Blancs      | 254          | 3,22         | 351         | 4,28        |
| Nuls                 | Nuls                  | Nuls        | Nuls        | 181          | 2,29         | 327         | 3,99        |
| Exprimés             | Exprimés              | Exprimés    | Exprimés    | 7 459        | 94,49        | 7 518       | 91,73       |
| * conseiller sortant |                       |             |             |              |              |             |             |

### Canton de Saint-Georges-de-Mons
| Candidats   | Candidats                     | Partis      | Partis      | Premier tour | Premier tour | Second tour | Second tour |
| Candidats   | Candidats                     | Partis      | Partis      | Voix         | %            | Voix        | %           |
| ----------- | ----------------------------- | ----------- | ----------- | ------------ | ------------ | ----------- | ----------- |
| 1           | André Languille               |             | DVD         | 1 727        | 23,21        |             |             |
| 1           | Marie-Dominique Maeder-Cosson |             | DVD         | 1 727        | 23,21        |             |             |
| 2           | Grégory Bonnet                |             | FG          | 1 852        | 24,89        | 2 872       | 51,07       |
| 2           | Clémentine Raineau            |             | FG          | 1 852        | 24,89        | 2 872       | 51,07       |
| 3           | Jacqueline Mazeron            |             | PS          | 2 269        | 30,49        | 2 752       | 48,93       |
| 3           | Jean-Paul Pouzadoux           |             | PS          | 2 269        | 30,49        | 2 752       | 48,93       |
| 4           | Nicole Eybalin                |             | FN          | 1 594        | 21,42        |             |             |
| 4           | Gérard Thévand                |             | FN          | 1 594        | 21,42        |             |             |
|             |                               |             |             |              |              |             |             |
| Inscrits    | Inscrits                      | Inscrits    | Inscrits    | 14 257       | 100,00       | 14 254      | 100,00      |
| Abstentions | Abstentions                   | Abstentions | Abstentions | 6 321        | 44,34        | 7 049       | 49,45       |
| Votants     | Votants                       | Votants     | Votants     | 7 936        | 55,66        | 7 205       | 50,55       |
| Blancs      | Blancs                        | Blancs      | Blancs      | 348          | 4,39         | 981         | 13,62       |
| Nuls        | Nuls                          | Nuls        | Nuls        | 146          | 1,84         | 600         | 8,33        |
| Exprimés    | Exprimés                      | Exprimés    | Exprimés    | 7 442        | 93,78        | 5 624       | 78,06       |

### Canton de Saint-Ours
| Candidats            | Candidats                   | Partis      | Partis      | Premier tour | Premier tour |
| Candidats            | Candidats                   | Partis      | Partis      | Voix         | %            |
| -------------------- | --------------------------- | ----------- | ----------- | ------------ | ------------ |
| 1                    | Audrey Manuby               |             | DVD         | 4 406        | 52,49        |
| 1                    | Lionel Muller*              |             | UMP         | 4 406        | 52,49        |
| 2                    | Martine Barrier             |             | DVG         | 2 784        | 33,17        |
| 2                    | Laurent Battut              |             | PS          | 2 784        | 33,17        |
| 3                    | Juan-José Jaramillo-Holguin |             | FN          | 1 204        | 14,34        |
| 3                    | Annick Rouchon              |             | FN          | 1 204        | 14,34        |
|                      |                             |             |             |              |              |
| Inscrits             | Inscrits                    | Inscrits    | Inscrits    | 14 675       | 100,00       |
| Abstentions          | Abstentions                 | Abstentions | Abstentions | 5 766        | 39,29        |
| Votants              | Votants                     | Votants     | Votants     | 8 909        | 60,71        |
| Blancs               | Blancs                      | Blancs      | Blancs      | 256          | 2,87         |
| Nuls                 | Nuls                        | Nuls        | Nuls        | 259          | 2,91         |
| Exprimés             | Exprimés                    | Exprimés    | Exprimés    | 8 394        | 94,22        |
| * conseiller sortant |                             |             |             |              |              |

### Canton du Sancy
| Candidats            | Candidats                 | Partis      | Partis      | Premier tour | Premier tour | Second tour | Second tour |
| Candidats            | Candidats                 | Partis      | Partis      | Voix         | %            | Voix        | %           |
| -------------------- | ------------------------- | ----------- | ----------- | ------------ | ------------ | ----------- | ----------- |
| 1                    | Ginette Raynaud           |             | UDI         | 3 207        | 34,82        | 4 105       | 44,15       |
| 1                    | Christophe Serre*         |             | UMP         | 3 207        | 34,82        | 4 105       | 44,15       |
| 2                    | Élisabeth Crozet          |             | PS          | 4 468        | 48,51        | 5 192       | 55,85       |
| 2                    | Lionel Gay                |             | DVG         | 4 468        | 48,51        | 5 192       | 55,85       |
| 3                    | Sylwia Powarunas-Duvallet |             | FN          | 1 535        | 16,67        |             |             |
| 3                    | Éric Vilcoq               |             | FN          | 1 535        | 16,67        |             |             |
|                      |                           |             |             |              |              |             |             |
| Inscrits             | Inscrits                  | Inscrits    | Inscrits    | 17 147       | 100,00       | 17 146      | 100,00      |
| Abstentions          | Abstentions               | Abstentions | Abstentions | 7 356        | 42,9         | 7 152       | 41,71       |
| Votants              | Votants                   | Votants     | Votants     | 9 791        | 57,1         | 9 994       | 58,29       |
| Blancs               | Blancs                    | Blancs      | Blancs      | 406          | 4,15         | 402         | 4,02        |
| Nuls                 | Nuls                      | Nuls        | Nuls        | 175          | 1,79         | 295         | 2,95        |
| Exprimés             | Exprimés                  | Exprimés    | Exprimés    | 9 210        | 94,07        | 9 297       | 93,03       |
| * conseiller sortant |                           |             |             |              |              |             |             |

### Canton de Thiers
| Candidats            | Candidats         | Partis      | Partis      | Premier tour | Premier tour | Second tour | Second tour |
| Candidats            | Candidats         | Partis      | Partis      | Voix         | %            | Voix        | %           |
| -------------------- | ----------------- | ----------- | ----------- | ------------ | ------------ | ----------- | ----------- |
| 1                    | Erik Faurot       |             | FN          | 2 177        | 27,53        | 2 556       | 33,49       |
| 1                    | Brigitte Pitault  |             | FN          | 2 177        | 27,53        | 2 556       | 33,49       |
| 2                    | Tahar Bouanane    |             | EÉLV        | 1 064        | 13,46        |             |             |
| 2                    | Aline Lebref      |             | DVG         | 1 064        | 13,46        |             |             |
| 3                    | Francis Roux      |             | UMP         | 1 404        | 17,76        |             |             |
| 3                    | Viviane Vallas    |             | UMP         | 1 404        | 17,76        |             |             |
| 4                    | Olivier Chambon*  |             | PS          | 3 262        | 41,25        | 5 077       | 66,51       |
| 4                    | Annie Chevaldonne |             | DVG         | 3 262        | 41,25        | 5 077       | 66,51       |
|                      |                   |             |             |              |              |             |             |
| Inscrits             | Inscrits          | Inscrits    | Inscrits    | 16 622       | 100,00       | 16 621      | 100,00      |
| Abstentions          | Abstentions       | Abstentions | Abstentions | 8 155        | 49,06        | 8 021       | 48,26       |
| Votants              | Votants           | Votants     | Votants     | 8 467        | 50,94        | 8 600       | 51,74       |
| Blancs               | Blancs            | Blancs      | Blancs      | 332          | 3,92         | 569         | 6,62        |
| Nuls                 | Nuls              | Nuls        | Nuls        | 228          | 2,69         | 398         | 4,63        |
| Exprimés             | Exprimés          | Exprimés    | Exprimés    | 7 907        | 93,39        | 7 633       | 88,76       |
| * conseiller sortant |                   |             |             |              |              |             |             |

### Canton de Vic-le-Comte
| Candidats   | Candidats         | Partis      | Partis      | Premier tour | Premier tour | Second tour | Second tour |
| Candidats   | Candidats         | Partis      | Partis      | Voix         | %            | Voix        | %           |
| ----------- | ----------------- | ----------- | ----------- | ------------ | ------------ | ----------- | ----------- |
| 1           | Pierre Lechopier  |             | FG          | 1 140        | 14,77        |             |             |
| 1           | Eléonor Périse    |             | FG          | 1 140        | 14,77        |             |             |
| 2           | Antoine Desforges |             | PS          | 2 717        | 35,21        | 4 057       | 57,92       |
| 2           | Jeanne Espinasse  |             | PS          | 2 717        | 35,21        | 4 057       | 57,92       |
| 3           | Jocelyne Ahond    |             | FN          | 1 585        | 20,54        |             |             |
| 3           | René Faurot       |             | FN          | 1 585        | 20,54        |             |             |
| 4           | Hamed Gassed      |             | DVG         | 352          | 4,56         |             |             |
| 4           | Aurélie Vaudable  |             | DVG         | 352          | 4,56         |             |             |
| 5           | Valérie Coudun    |             | MoDem       | 1 922        | 24,91        | 2 947       | 42,08       |
| 5           | Laurent Pradier   |             | DVD         | 1 922        | 24,91        | 2 947       | 42,08       |
|             |                   |             |             |              |              |             |             |
| Inscrits    | Inscrits          | Inscrits    | Inscrits    | 15 503       | 100,00       | 15 503      | 100,00      |
| Abstentions | Abstentions       | Abstentions | Abstentions | 7 248        | 46,75        | 7 592       | 48,97       |
| Votants     | Votants           | Votants     | Votants     | 8 255        | 53,25        | 7 911       | 51,03       |
| Blancs      | Blancs            | Blancs      | Blancs      | 361          | 4,37         | 579         | 7,32        |
| Nuls        | Nuls              | Nuls        | Nuls        | 178          | 2,16         | 328         | 4,15        |
| Exprimés    | Exprimés          | Exprimés    | Exprimés    | 7 716        | 93,47        | 7 004       | 88,53       |